# Herrarnas 5 000 meter i hastighetsåkning på skridskor vid olympiska vinterspelen 1948
Herrarnas 5 000 meter i hastighetsåkning på skridskor vid olympiska vinterspelen 1948 var en del av det olympiska skridskoprogrammet. Det var den tredje tävlingen vid dessa spelen. Tävlingen hölls den 1 februari.
Fyrtio deltagare från fjorton nationer deltog i tävlingen.

## Medaljörer
| Guld                 | Silver             | Brons                 |
| Reidar Liaklev Norge | Odd Lundberg Norge | Göthe Hedlund Sverige |

## Rekord
Dessa rekorden (i minuter) gällde inför spelen
| Världsrekord     | 8:13,7 (*) | Åke Seyffarth   | Davos, Schweiz                   | 3 februari 1941  |
| Olympiskt rekord | 8:19,6     | Ivar Ballangrud | Garmisch-Partenkirchen, Tyskland | 12 februari 1936 |

(*) Rekordet blev noterad på höghöjdsbana 1 000 meter över havet.
Värken det olympiska rekordet eller världsrekordet blev förbättrad under tävlingen.

## Resultat
| Placering | Tävlande                 | Tid             |
| --------- | ------------------------ | --------------- |
| 1         | Reidar Liaklev (NOR)     | 8:29,3          |
| 2         | Odd Lundberg (NOR)       | 8:32,3          |
| 3         | Göthe Hedlund (SWE)      | 8:34,8          |
| 4         | Harry Jansson (SWE)      | 8:34,9          |
| 5         | Jan Langedijk (NED)      | 8:36,2          |
| 6         | Kees Broekman (NED)      | 8:37,3          |
| 7         | Åke Seyffarth (SWE)      | 8:37,9          |
| 8         | Pentti Lammio (FIN)      | 8:40,7          |
| 9         | Lassi Parkkinen (FIN)    | 8:45,0          |
| 10        | Kornél Pajor (HUN)       | 8:45,2          |
| 11        | Johnny Cronshey (GBR)    | 8:45,6          |
| 12        | Anton Huiskes (NED)      | 8:46,3          |
| 13        | Iván Ruttkay (HUN)       | 8:46,9          |
| 14        | Craig Mackay (CAN)       | 8:47,2          |
| 15        | Kalevi Laitinen (FIN)    | 8:53,0          |
| 16        | Rune Hammarström (SWE)   | 8:53,2          |
| 17        | Ray Blum (USA)           | 8:54,4          |
| 18        | Ken Henry (USA)          | 8:56,0          |
| 19        | Henry Howes (GBR)        | 8:56,6          |
| 20        | Aad de Koning (NED)      | 8:57,6          |
| 21        | Louis Rupprecht (USA)    | 8:58,4          |
| 22        | Vladimír Kolář (TCH)     | 8:58,9          |
| 23        | Henry Heppe (NOR)        | 9:03,4          |
| 24        | Max Stiepl (AUT)         | 9:05,0          |
| 25        | Lee Hiyo-Chang (KOR)     | 9:05,3          |
| 26        | Antero Ojala (FIN)       | 9:06,2          |
| 27        | Richard Solem (USA)      | 9:10,4          |
| 28        | Thomas Ross (GBR)        | 9:18,2          |
| 29        | Ákos Elekfy (HUN)        | 9:18,6          |
| 30        | Pierre Huylebroeck (BEL) | 9:20,3          |
| 31        | Guido Caroli (ITA)       | 9:21,3          |
| 32        | Dennis Blundell (GBR)    | 9:22,2          |
| 33        | Heinz Hügelshofer (SUI)  | 9:28,6          |
| 34        | Sepp Rogger (SUI)        | 9:29,3          |
| 35        | Gedeon Ladányi (HUN)     | 9:30,2          |
| 36        | Enrico Musolino (ITA)    | 9:32,3          |
| 37        | Fernando Alloni (ITA)    | 9:36,3          |
| 38        | Lee Chang-Kook (KOR)     | 9:36,7          |
| 39        | Alfred Altenburger (SUI) | 9:40,6          |
| –         | Charles Mathiesen (NOR)  | Fullföljde inte |